# المقروصة
المقروصة قرية سورية تابعة لناحية قطنا في محافظة ريف دمشق. فوفقًا للمكتب المركزي للإحصاء في سوريا بلغ عدد سكان المقروصة 443 نسمة في تعداد عام 2004. سكانها هم في الغالب من الطائفة الدرزية.